# Torneo masculino de baloncesto en silla de ruedas en los Juegos Paralímpicos de Tokio 2020
El torneo masculino de baloncesto en silla de ruedas de Tokio 2020, fue un evento deportivo dentro del calendario de los Juegos Paralímpicos de Tokio 2020, el cual se llevó a cabo del 25 de agosto al 5 de septiembre de 2021 en Musashino Forest Sports Plaza y en Ariake Arena. Originalmente, este torneo se tenía planeado para llevarse a cabo en 2020, pero, debido a la Pandemia de COVID-19, fue aplazado un año.
En este evento, participaron 12 equipos de distintos países los cuales se dividieron en 2 grupos de 6 equipos cada uno. Todos los equipos se enfrentaron una vez a sus rivales y al final de todos los encuentros, los cuatro primeros lugares de cada grupo, disputaron la fase final, mientras que le quinto lugar compitió por el noveno puesto y el sexto lugar por el decimoprimero. 
Esta fue la decimocuarta edición en llevarse a cabo el torneo en los Juegos Paralímpicos, donde Reino Unido consiguió la medalla de bronce, Japón la medalla de plata y Estados Unidos la medalla de oro.

## Calendario
| P | Fase preliminar | ¼ | Cuartos de final | ½ | Semifinales | B | Juego por la medalla de bronce | O | Juego por la medalla de oro |

| FechaEvento | 25 Ago | 26 Ago | 27 Ago | 28 Ago | 29 Ago | 30 Ago | 31 Ago | 1 Sep | 2 Sep | 3 Sep | 4 Sep | 5 Sep | 5 Sep |
| ----------- | ------ | ------ | ------ | ------ | ------ | ------ | ------ | ----- | ----- | ----- | ----- | ----- | ----- |
| masculino   | P      | P      | P      | P      | P      | P      |        | 1/4   |       | 1/2   |       | B     | O     |

## Fase preliminar

### Grupo A
| Pos. | Equipo       | Pts | PJ | PG | PP | PF | PC | Dif |
| ---- | ------------ | --- | -- | -- | -- | -- | -- | --- |
| 1.   | Bandera de ? | 0   | 0  | 0  | 0  | 0  | 0  | 0   |
| 2.   | Bandera de ? | 0   | 0  | 0  | 0  | 0  | 0  | 0   |
| 3.   | Bandera de ? | 0   | 0  | 0  | 0  | 0  | 0  | 0   |
| 4.   | Bandera de ? | 0   | 0  | 0  | 0  | 0  | 0  | 0   |
| 5.   | Bandera de ? | 0   | 0  | 0  | 0  | 0  | 0  | 0   |
| 6.   | Bandera de ? | 0   | 0  | 0  | 0  | 0  | 0  | 0   |

|  | Clasificado a la fase final. |

|  |                       | vs. |  |  |  |
|  | Parciales: -, -, -, - |     |  |  |  |
|  |                       |     |  |  |  |

|  |                       | vs. |  |  |  |
|  | Parciales: -, -, -, - |     |  |  |  |
|  |                       |     |  |  |  |

|  |                       | vs. |  |  |  |
|  | Parciales: -, -, -, - |     |  |  |  |
|  |                       |     |  |  |  |

|  |                       | vs. |  |  |  |
|  | Parciales: -, -, -, - |     |  |  |  |
|  |                       |     |  |  |  |

|  |                       | vs. |  |  |  |
|  | Parciales: -, -, -, - |     |  |  |  |
|  |                       |     |  |  |  |

|  |                       | vs. |  |  |  |
|  | Parciales: -, -, -, - |     |  |  |  |
|  |                       |     |  |  |  |

|  |                       | vs. |  |  |  |
|  | Parciales: -, -, -, - |     |  |  |  |
|  |                       |     |  |  |  |

|  |                       | vs. |  |  |  |
|  | Parciales: -, -, -, - |     |  |  |  |
|  |                       |     |  |  |  |

|  |                       | vs. |  |  |  |
|  | Parciales: -, -, -, - |     |  |  |  |
|  |                       |     |  |  |  |

|  |                       | vs. |  |  |  |
|  | Parciales: -, -, -, - |     |  |  |  |
|  |                       |     |  |  |  |

|  |                       | vs. |  |  |  |
|  | Parciales: -, -, -, - |     |  |  |  |
|  |                       |     |  |  |  |

|  |                       | vs. |  |  |  |
|  | Parciales: -, -, -, - |     |  |  |  |
|  |                       |     |  |  |  |

### Grupo B
| Pos. | Equipo       | Pts | PJ | PG | PP | PF | PC | Dif |
| ---- | ------------ | --- | -- | -- | -- | -- | -- | --- |
| 1.   | Bandera de ? | 0   | 0  | 0  | 0  | 0  | 0  | 0   |
| 2.   | Bandera de ? | 0   | 0  | 0  | 0  | 0  | 0  | 0   |
| 3.   | Bandera de ? | 0   | 0  | 0  | 0  | 0  | 0  | 0   |
| 4.   | Bandera de ? | 0   | 0  | 0  | 0  | 0  | 0  | 0   |
| 5.   | Bandera de ? | 0   | 0  | 0  | 0  | 0  | 0  | 0   |
| 6.   | Bandera de ? | 0   | 0  | 0  | 0  | 0  | 0  | 0   |

|  | Clasificado a la fase final. |

|  |                       | vs. |  |  |  |
|  | Parciales: -, -, -, - |     |  |  |  |
|  |                       |     |  |  |  |

|  |                       | vs. |  |  |  |
|  | Parciales: -, -, -, - |     |  |  |  |
|  |                       |     |  |  |  |

|  |                       | vs. |  |  |  |
|  | Parciales: -, -, -, - |     |  |  |  |
|  |                       |     |  |  |  |

|  |                       | vs. |  |  |  |
|  | Parciales: -, -, -, - |     |  |  |  |
|  |                       |     |  |  |  |

|  |                       | vs. |  |  |  |
|  | Parciales: -, -, -, - |     |  |  |  |
|  |                       |     |  |  |  |

|  |                       | vs. |  |  |  |
|  | Parciales: -, -, -, - |     |  |  |  |
|  |                       |     |  |  |  |

|  |                       | vs. |  |  |  |
|  | Parciales: -, -, -, - |     |  |  |  |
|  |                       |     |  |  |  |

|  |                       | vs. |  |  |  |
|  | Parciales: -, -, -, - |     |  |  |  |
|  |                       |     |  |  |  |

|  |                       | vs. |  |  |  |
|  | Parciales: -, -, -, - |     |  |  |  |
|  |                       |     |  |  |  |

|  |                       | vs. |  |  |  |
|  | Parciales: -, -, -, - |     |  |  |  |
|  |                       |     |  |  |  |

|  |                       | vs. |  |  |  |
|  | Parciales: -, -, -, - |     |  |  |  |
|  |                       |     |  |  |  |

|  |                       | vs. |  |  |  |
|  | Parciales: -, -, -, - |     |  |  |  |
|  |                       |     |  |  |  |

## Fase final
|  | Cuartos de final       | Cuartos de final       |                        |             | Semifinales  | Semifinales  |  |  | Final                  | Final |
|  |                        |                        |                        |             |              |              |  |  |                        |       |
|  | Tokio, 1 de septiembre |                        |                        |             |              |              |  |  |                        |       |
|  |                        |                        |                        |             |              |              |  |  |                        |       |
|  | España                 | 71                     |                        |             |              |              |  |  |                        |       |
|  | España                 | 71                     | Tokio, 3 de septiembre |             |              |              |  |  |                        |       |
|  | Alemania               | 68                     |                        |             |              |              |  |  |                        |       |
|  | Alemania               | 68                     | España                 | 52          |              |              |  |  |                        |       |
|  | Tokio, 1 de septiembre |                        | España                 | 52          |              |              |  |  |                        |       |
|  |                        | Estados Unidos         | 66                     |             |              |              |  |  |                        |       |
|  | Estados Unidos         | Estados Unidos         | 66                     | 52          |              |              |  |  |                        |       |
|  | Estados Unidos         |                        | Tokio, 5 de septiembre | 52          |              |              |  |  |                        |       |
|  | Turquía                | 45                     |                        |             |              |              |  |  |                        |       |
|  | Turquía                | 45                     | Estados Unidos         | 64          |              |              |  |  |                        |       |
|  | Tokio, 1 de septiembre |                        | Estados Unidos         | 64          |              |              |  |  |                        |       |
|  |                        | Japón                  | 60                     |             |              |              |  |  |                        |       |
|  | Japón                  | Japón                  | 60                     | 61          |              |              |  |  |                        |       |
|  | Japón                  | Tokio, 3 de septiembre |                        | 61          |              |              |  |  |                        |       |
|  | Australia              | 55                     |                        |             |              |              |  |  |                        |       |
|  | Australia              | 55                     | Japón                  | 79          | Tercer lugar | Tercer lugar |  |  |                        |       |
|  | Tokio, 1 de septiembre |                        | Japón                  | 79          |              |              |  |  |                        |       |
|  |                        | Reino Unido            | 68                     |             |              |              |  |  |                        |       |
|  | Reino Unido            | Reino Unido            | 68                     | 66          | España       | 58           |  |  |                        |       |
|  | Reino Unido            |                        |                        | 66          | España       | 58           |  |  |                        |       |
|  | Canadá                 | 52                     |                        | Reino Unido | 68           |              |  |  |                        |       |
|  | Canadá                 | 52                     |                        |             | 68           |              |  |  |                        |       |
|  |                        |                        |                        |             |              |              |  |  | Tokio, 5 de septiembre |       |
|  |                        |                        |                        |             |              |              |  |  |                        |       |

## Medallistas
| Predecesor: Río de Janeiro 2016 | Baloncesto en silla de ruedas en los Juegos Paralímpicos Tokio 2020 | Sucesor: París 2024 |